# Prosenchym

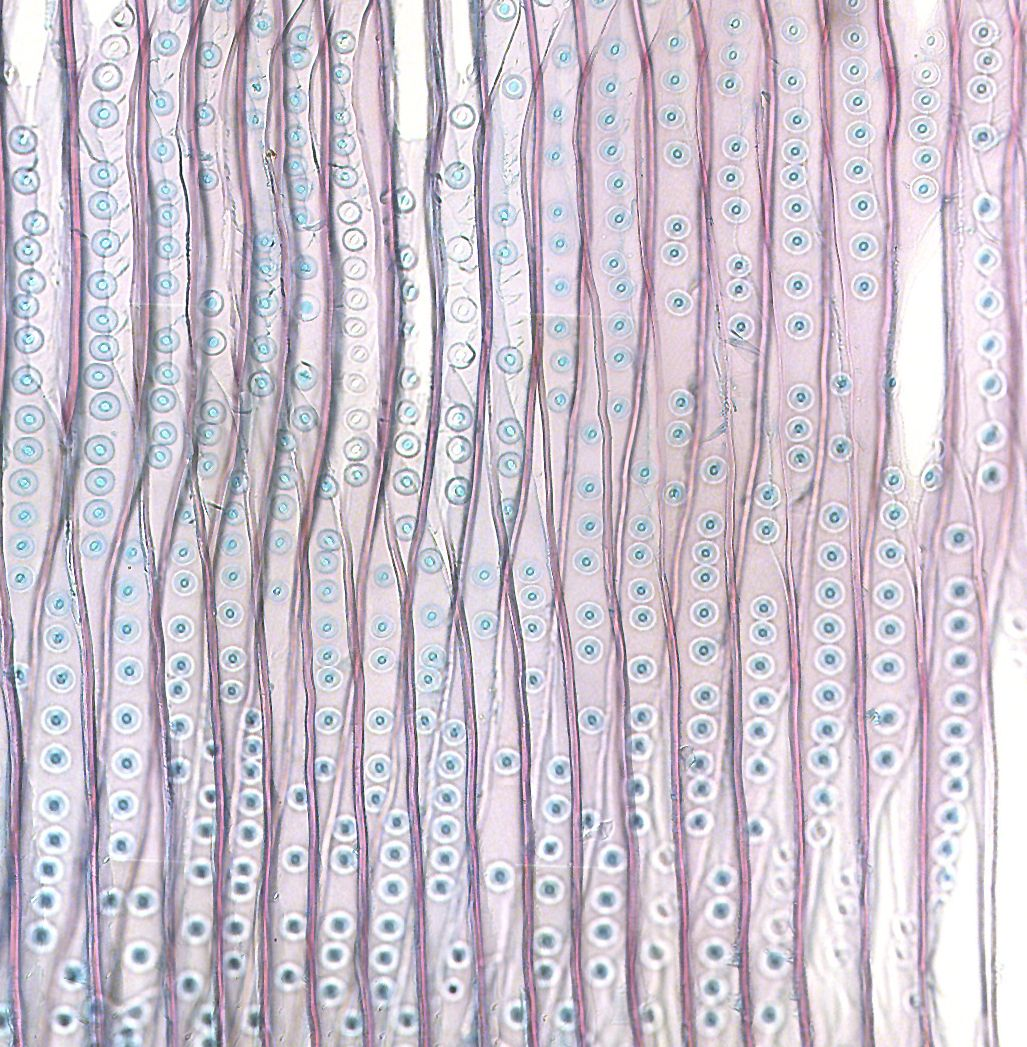
prosenchym

Prosenchym je typ rostlinného pletiva tvořeného protáhlými buňkami se zešikmenými příčnými přepážkami. Buňky jsou tenkostěnné a bez mezibuněčných prostor. Jejich funkce je oporná, výztužná a vodivá.
Jedná se o parenchymatické rostlinné pletivo; běžné je například v cévních svazcích, kde tvoří kambium, nachází se také např. v cibulové pokožce. 
U vyšších hub je složeno z hyf, které leží rovnoběžně vedle sebe. Buňky jsou protáhlé s příčnými přehrádkami. Buněčné stěny jsou tenké a interceluláry minimální. 